# Unai Buján
Unai Buján Díez (Baracaldo, 8 de febrero de 2001) es un futbolista español que juega como extremo en el Podbeskidzie Bielsko-Biała de la II Liga de Polonia.

## Trayectoria
Comenzó su carrera deportiva jugando en la cantera del Athletic Club, en la campaña 2011-12, en categoría alevín. Continuó su formación en la cantera del Barakaldo C. F. y, desde 2016, en el Danok Bat donde pasaría cuatro campañas.Tras finalizar su etapa como juvenil, se marchó al Sestao River de la extinta Tercera División. Tras una primera campaña con poca participación, tuvo un papel destacado en la siguiente, ya en Segunda Federación.
En julio de 2022 fichó por la S. D. Amorebieta de Primera RFEF. El 27 de agosto de debutó como titular en un empate a uno frente al C. E. Sabadell. En el cuadro azul logró el ascenso a Segunda División, al que contribuyó con cinco goles sin llegar a ser un fijo en las alineaciones.
El 9 de julio de 2023 se incorporó al Osasuna Promesas, donde logró tres tantos. De cara a la temporada 2024-25 fichó por el Barakaldo C. F. de Primera Federación.
En julio de 2025 decidió salir a jugar fuera de España y se unió al Podbeskidzie Bielsko-Biała polaco.

## Clubes
Actualizado al último partido disputado el 10 de febrero de 2025.
| Club                       | País    | Año       | Partidos | Goles |
| -------------------------- | ------- | --------- | -------- | ----- |
| Sestao River               | España  | 2020-2022 | 61       | 5     |
| S. D. Amorebieta           | España  | 2022-2023 | 39       | 5     |
| C. A. Osasuna Promesas     | España  | 2023-2024 | 33       | 3     |
| Barakaldo C. F.            | España  | 2024-2025 | 29       | 1     |
| Podbeskidzie Bielsko-Biała | Polonia | 2025-     |          |       |

## Vida personal
Es primo del futbolista Endika Buján, que debutó en Primera División con el Athletic Club en 2025. Por otro lado, es estudiante de medicina.